# 三翅铁角蕨
三翅铁角蕨（学名：Asplenium tripteropus）为铁角蕨科铁角蕨属下的一个种。

## 扩展阅读
- 維基物種上的相關：三翅铁角蕨